# Нетороповка
Нетороповка — река в Тверской области России.
Протекает по территории Нелидовского и Андреапольского районов. Устье реки находится в 77 км от устья Жукопы по левому берегу. Длина реки составляет 13 км. Населённых пунктов на реке нет.

## Данные водного реестра
По данным государственного водного реестра России относится к Верхневолжскому бассейновому округу, водохозяйственный участок реки — Волга от истока до Верхневолжского бейшлота, речной подбассейн реки — бассейны притоков (Верхней) Волги до Рыбинского водохранилища. Речной бассейн реки — (Верхняя) Волга до Куйбышевского водохранилища (без бассейна Оки).
Код объекта в государственном водном реестре — 08010100112110000000116.